# Banda Simfònica Roquetes de Nou Barris
La Banda Simfònica Roquetes - Nou Barris de Barcelona és una banda musical creada dins l'Agrupació Sardanista l'Ideal de Clavé de les Roquetes. La banda es va començar a gestar el 1987, amb membres de les dues escoles de música del districte, del Conservatori Municipal i d'alguns grups musicals de la ciutat. Va fer el primer concert públic el desembre del 1989.
El director titular des de la seva fundació ha estat Vicenç Navarro Mas, ara director d'honor i coordinador. En l'actualitat la banda està dirigida per Daniel Navarro Cortés.
Des que va ser fundada, ha fet més de set-centes actuacions a Barcelona i en un gran nombre de localitats catalanes, on ha portat concerts i cercaviles i trobades de cultura popular. També ha actuat a la resta de l'estat espanyol i en algunes ciutats europees.
Al Palau de la Música Catalana, hi ha ofert concerts els anys 1999, 2004, 2009, 2014 i 2018 per a celebrar els aniversaris que s'esqueien, acompanyada sempre de les cobles La Principal de la Bisbal i Montgrins.
L'any 2008 va viatjar fins a Pequín per tocar amb motiu dels Jocs Olímpics.
Té set treballs discogràfics enregistrats, que recullen una àmplia varietat d'estils musicals.
El 4 de juliol de 2021 van realitzar un concert a l'Auditori de Barcelona juntament amb la Banda Municipal de Barcelona.